# Paradores de Castrogonzalo
Paradores de Castrogonzalo es una localidad española del municipio de Castrogonzalo, en la comunidad autónoma de Castilla y León.

## Ubicación
Se encuentra situado a tan solo un kilómetro de Castrogonzalo, junto a un importante nudo de carreteras, formado por la N-610 que viene de Palencia, la N-630 desde Zamora y la A-6 que une Madrid con Galicia. Por esta localidad pasa la histórica vía de comunicación romana denominada Vía de la Plata.

## Historia
Cuenta con un yacimiento, actualmente arrasado, en el que se ha constatado la ocupación de este territorio desde el Calcolítico precampaniforme hasta la época romana, incluida tanto la etapa alto imperial como la bajo imperial. Los restos encontrado muestras de tégulas, sigillata y materiales diversos. Entre los materiales encontrados destacan los restos de una vasija cerámica con motivos de círculos radiados que se identifican con el círculo solar y que han sido fechados en el Calcolítico.

## Demografía
| 25                                                    | 21 | 24 | 22 | 27 |
| (Fuente: Instituto Nacional de Estadística de España) |    |    |    |    |